# Grignardreaktion
En Grignardreaktion er en kemisk reaktion, der involverer det såkaldte Grignardreagens. Reaktionen, såvel som reagenset, er opkaldt efter den franske forsker Victor Grignard, som opdagede det. Victor Grignard modtog nobelprisen i 1912 for opdagelsen.
Grignardreagenset består af organiske alkyl- eller aryl-magnesium-halider, og har den generelle form R-Mg-X eller Ar-Mg-X, hvor R er en alkylgruppe, Ar en arylgruppe og X et halogen.
Grignardreaktionen bruges i synteser hvor målet er at sætte alkyl- eller arylgrupper på andre molekyler.

## Fremstilling
Grignardreagenset dannes ved at tilsætte metallisk magnesium til en opløsning af et alkylhalid i et tørt aprotisk solvent, som fx æter eller tetrahydrofuran. Ved den reaktion der sker, som kan være ret voldsom, indsættes et magnesiumatom i alkylhalidet således at det sidder mellem alkylgruppen og halogenatomet.

## Reaktioner
Grignardreagenset er meget reaktivt, og bruges i en lang række kemiske reaktioner.

### Reaktion med carbonylgrupper
Ved reaktion med organiske forbindelser der indeholder carbonylgrupper kan Grignardreaktionen bruges til at fremstille både primære, sekundære og tertiære alkoholer. Ved reaktion med estere eller amider kan der dannes henholdsvis aldehyder og ketoner, og ved reaktion med CO2 dannes en carboxylsyre.

### Reaktion med andre stofklasser
Ved reaktion med peroxider dannes alkoholer, og med S8 dannes thioler.
Man kan også fremstille aminer ved reaktion med iminer, eller ketoner ved reaktion med en nitril.

### Reaktion med vand
Ved reaktion med vand ødelægges Grignardreagenset, og det er derfor vigtigt at der ikke er vand tilstede under reaktionen med andre forbindelser. Derfor foregår reaktionen bedst i en vandfri og inert, dvs. kemisk inaktiv, atmosfære. Denne kan f.eks. være nitrogen eller argon.
Imidlertid kan denne egenskab ved grignardreagenset også være til nytte. Det går nemlig i stykker på en sådan måde at halogenatomet bliver erstattet af et brintatom, og man fjerner derved halogenet fra forbindelsen.